# حاکمیت قانون در منازعات مسلحانه
حاکمیت قانون در منازعات مسلحانه (انگلیسی: Rule of Law in Armed Conflicts Project)؛ (پروژه RULAC) یک ابتکار عمل آکادمی بین‌المللی قانون بشردوستانه و حقوق بشر ژنو است تا از کاربرد و اجرای قانون بین‌المللی منازعات مسلحانه حمایت کند.

## نظر کلی
پروژه حاکمیت قانون در منازعات مسلحانه بر مبنای اطلاعات و تجزیه و تحلیلهای جهان صورت گرفته که هدفش ارزیابی و پیاده کردن این قانون در کشورهای درگیر منازعه مسلحانه است.
- حقوق بین‌الملل بشردوستانه
- حقوق بین‌الملل حقوق بشر
- حقوق بین‌الملل عرفی
- قانون جنایی بین‌المللی
- قانون پناهندگی

این پروژه در نهایت تمام کشورهای عضو سازمان ملل متحد و احزاب مشمول کنوانسیون ژنو و همچنین سرزمین‌های درگیر مبارزه مسلحانه چه درگیر منازعه مسلحانه باشند یا نباشند را زیر پوشش خود می‌گیرد، در واقع، برخی از قوانین بین‌المللی بایستی در زمان صلح یا مربوط به شرایطی که در وضعیت پس از جنگ هستند اجرا شود، خصوصاً آن دسته قوانینی که مربوط به سرکوب و جنایات بین‌المللی است. علاوه بر این، قوانین مربوط به مبارزه با تروریسم که منجمله باید توسط این وبسایت پوشش داده شود، بایستی در دولت‌هایی که لزوماً در وضعیت منازعه مسلحانه قرار ندارند قابل پیاده کردن باشد.
وبسایت حاکمیت قانون به سه بخش تقسیم شده‌است. صفحه اصلی توضیح مختصری از قانون قابل اجرا ارائه می‌دهد و به مسائل اصلی قانونی در این زمینه می‌پردازد، به عنوان مثال، صلاحیت قانونی درگیری‌ها یا کاربرد حقوق بین‌الملل به گروه‌های مسلح غیردولتی. این وب سایت بعد از این برای هر کشوری متون و اسناد مربوط را درچارچوب قانون ملی و بین‌المللی (قوانین ملی و قوانین کیس‌های پیشین، قطعنامه‌های سازمان‌های بین دولتی، معاهدات و غیره) ارائه می‌دهد. در نهایت، وبسایت یک تحلیل قانونی ارائه می‌دهد که از یک طرف، منازعه تحت قانون بین‌المللی بشردوستانه را تعریف می‌کند و از سوی دیگر، قانون قابل اجرا را تعیین می‌کند. این بخش وب سایت، قطعاً ظریف‌ترین ترمهای قانونی و سیاسی را دربر می‌گیرد، که مشخصا به پروژه RULAC ربط دارد.
پروژه RULAC باید اثبات کند که یک منبع موثق اطلاعاتی برای مقامات دولتی، روزنامه‌نگاران و به‌طور گسترده برای هر آن کس که علاقه‌مند به احترام گذاشتن به قانون در حین جنگ است می‌باشد.

## کنوانسیون ژنو
- ابتدا کنوانسیون ژنو درسه بند تجدید نظر، گسترش و جایگزین گردید تا اینکه در سال ۱۹۴۹ بند چهارم کنوانسیون ژنو اضافه شد.
- در ۱۸۶۴ کنوانسیون ژنو قطعنامه ای را برای بهبود وضعیت سربازانی که در جبهه‌های جنگ مجروح می‌شوند گذراند. در ۱۹۴۹ این قانون پس از اصلاحیه قابل توجه کنوانسیون ۱۸۶۴ با نسخه ۱۹۰۶،[۱] نسخه ۱۹۲۹ و بعداً با کنوانسیون اول ژنو جایگزین شد.[۲]
- در ۱۹۰۶ کنوانسیون ژنو برای بهبود وضعیت سربازانی که در جبهه‌های جنگ مصدوم، مریض یا ملوانان مصدوم بودند قطعنامه ای صادر کرد، در ۱۹۴۹. این قانون با اصلاحیه قابل توجهی با کنوانسیون دوم ژنو جایگزین شد.[۳]
- در ۱۹۲۹ کنوانسیون ژنو به منظور بهبود و معالجه زندانیان جنگی قطعنامه دیگری را صادر کرد که در ۱۹۴۹ این قانون با اصلاحیه قابل توجهی با کنوانسیون سوم ژنو جایگزین گردید.[۴]
- کنوانسیون چهارم ژنو[۵] که مربوط می‌شد به حفاظت از شهروندان مدنی در مناطق جنگی در سال ۱۹۴۹ به تصویب رسید، علاوه بر این، سه پروتکل الحاقی اضافی برای کنوانسیون ژنو وجود دارد:
- پروتکل ۱ (۱۹۷۷) پروتکل الحاقی به کنوانسیون ژنو مصوبه ۱۲ اوت ۱۹۴۹ افزوده شد که مربوط می‌شود به حفاظت از قربانیان درگیری‌های مسلحانه بین‌المللی. این پروتکل در ۱۲ ژانویه ۲۰۰۷ توسط ۱۶۷ کشور به تصویب رسید.
- پروتکل ۲ (۱۹۷۷) پروتکل الحاقی به معاهده منع گسترش سلاح‌های هسته‌ای به کنوانسیون ژنو مصوبه ۱۲ اوت ۱۹۴۹ افزوده شد که مربوط می‌شود به حفاظت از قربانیان غیر مسلح غیرنظامی. این پروتکل در ۱۲ ژانویه ۲۰۰۷ توسط ۱۶۳ کشور به تصویب رسید.
- پروتکل ۳ (۲۰۰۵) پروتکل الحاقی به کنوانسیون ژنو مصوبه۱۲ اوت ۱۹۴۹ افزوده شد که مربوط می‌شود به ضمائم مشخص اضافی به کنوانسیون چهارم ژنو که در ژوئن ۲۰۰۷ توسط ۱۷ کشور به تصویب رسید اما ۶۸ کشور هنوز آن را تصویب نکرده‌اند.[۶]

کمیته بین‌المللی صلیب سرخ، قانون حقوق بین‌الملل بشردوستانه، ۲۰۰۴
کمیته بین‌المللی صلیب سرخ، قوانین پایه کنوانسیون ژنو ۱۹۴۹ و پروتکل‌های الحاقی ۱۹۷۷
کمیته بین‌المللی صلیب سرخ، مطالب قوانین بشر دوستانه بین‌المللی

## جزئیات بیشتر
- بارنبویم پی صدیقی، «بروژ، برقراری پل بین تمدنها: هفتاد و پنجمین سالگرد پیمان روئریچ»، گرید بلژیک، ۲۰۱۰، ISBN 978-5-98856-114-9
- باسیونی، م. مقدمه در حقوق بین‌الملل کیفری، ناشران فراملی، ۲۰۰۳
- الف کاسس، گائتا پی و جونز. (ادز)، اساسنامه دادگاه کیفری بین‌المللی روم: تفسیری ، انتشارات دانشگاه آکسفورد، ۲۰۰۲.
- آ کاسس، حقوق بین‌الملل ، انتشارات دانشگاه آکسفورد، انگلیس، ۲۰۰۵.
- آ کاسس، حقوق بین‌الملل کیفری ، انتشارات دانشگاه آکسفورد، چاپ ۲، ۲۰۰۸.
- آ کلافام، حقوق بشر: مقدمه ای بسیار کوتاه ، انتشارات دانشگاه آکسفورد، انگلستان، ۲۰۰۷
- کرایر، آر فریمن، اچ رابینسون، دی و ئی ویلمشریست، مقدمه ای از قوانین و آیین دادرسی کیفری بین‌المللی ، انتشارات دانشگاه کمبریج، ۲۰۰۷.
- دی گریف پی. (ویرایش)، کتابچه راهنمای تعمیرات ، انتشارات دانشگاه آکسفورد، ۲۰۰۶.
- دنگ اف ام، «چالش جهانی جابجایی داخلی»، مجله قانون و سیاست، جلد. ۵، ۲۰۰۱.
- فلر ئی تورک و ئی نیکلسون برای حفاظت پناهندگان در حقوق بین‌الملل، مشاوره جهانی UNHCR در مورد حمایت‌های بین‌المللی، کمبریج ، انتشارات دانشگاه، ۲۰۰۳.
- گودوین گیل، G.S و McAdam , J. ، پناهنده در حقوق بین‌الملل، چاپ ۳ ، انتشارات دانشگاه آکسفورد، ۲۰۰۷.
- هات وی جی سی. حقوق پناهندگان تحت قوانین بین‌المللی ، انتشارات دانشگاه کمبریج، کمبریج، ۲۰۰۵.
- کولین، دبلیو. مولر، ل؛ و ویتن‌باخ، جی. چهره حقوق بشر ، انتشارات لارس مولر، آلمان، ۲۰۰۴.
- رومانو نیکولای‌مپر، دادگاه‌های جنایی بین‌المللی و دادگاه‌ها: سیرالئون، تیمور شرقی، کوزوو و کامبوج ، انتشارات دانشگاه آکسفورد، ۲۰۰۴.
- شاباس وا، دادگاه‌های جنایی بین‌المللی سازمان ملل. یوگسلاوی سابق، رواندا و سیرالئون ، انتشارات دانشگاه کمبریج، ۲۰۰۶.
- اسمیت، R.K.M. and van den Anker, C. (eds.), The ضروری حقوق بشر، انتشارات دانشگاه آکسفورد، انگلستان، ۲۰۰۶.
- اشتاینر، H.J. ، آلستون، P. ، و گودمن آر، حقوق بشر بین‌المللی در متن: قوانین، سیاست و اخلاق، چاپ ۳ ، انتشارات دانشگاه آکسفورد، انگلیس، ۲۰۰۸.
- تیتل، R.G. ، عدالت انتقالی ، انتشارات دانشگاه آکسفورد، ۲۰۰۰.
- توم‌اشات سی. حقوق بشر: بین ایدئالیسم و واقع‌گرایی (فلسفه)، چاپ دوم ، انتشارات دانشگاه آکسفورد، انگلیس، ۲۰۰۸.
- UNHCR، کتابچه راهنمای معیارها و رویه‌های تعیین وضعیت پناهندگان، ژنو، ۱۹۷۹.
- ظاهر اسلوی تر. حقوق جزا بین‌المللی ، انتشارات دانشگاه آکسفورد، ۲۰۰۸.